# دوك ماكدونالد
دوك ماكدونالد (بالإنجليزية: Duck MacDonald)‏ هو عازف قيثارة أمريكي، ولد في 5 ديسمبر 1963 في الولايات المتحدة.

## وصلات خارجية
- دوك ماكدونالد على موقع ميوزك برينز (الإنجليزية)
- دوك ماكدونالد على موقع ديسكوغز (الإنجليزية)